# Бричкін Сергій Олексійович
Сергій Олексійович Бричкін (нар. 1898, село Глухово Московської губернії, тепер Російська Федерація — розстріляний 24 вересня 1937) — радянський комуністичний партійний діяч в Україні, 1-й секретар Одеського міського комітету КП(б) України. Член ЦК КП(б)У в січні 1934 — травні 1937 р. Кандидат у члени ЦК КП(б)У в червні — липні 1937 р.

## Біографія
Народився у родині робітника Глухівської фабрики Московської губернії. У 1914 році закінчив початкову школу. У 1914—1916 роках — робітник Глухівської фабрики Московської губернії.
Член РСДРП(б) з 1915 року.
У 1916 році заарештований за нелегальну партійну роботу і засланий до міста Симбірська під нагляд поліції. Потім призваний у російську армію, де у 1917 році був вибраний ротним революційного комітету.
Після Лютневої революції 1917 року повернувся на Глухівську фабрику, один із організаторів загонів Червоної гвардії. На початку 1918 року — політичний комісар партизанського загону «1-а Московська губернська дружина Червоної армії». Брав участь у бойових діях проти німецьких військ та чехословацького корпусу, був поранений.
У 1919—1920 роках — інструктор Московського губернського комітету РКП(б). У 1920—1921 роках — відповідальний секретар Орєхово-Зуєвського повітового комітету РКП(б) Московської губернії.
У 1921—1928 роках — відповідальний секретар Бузулуцького повітового комітету РКП(б); завідувач Самарського губернського відділу торгівлі.
У 1928—1932 роках — народний комісар торгівлі (постачання) Кримської АРСР. У 1932—1933 роках — секретар Кримського обласного комітету ВКП(б) із постачання.
У червні 1933 — січні 1934 року — секретар Одеського обласного комітету КП(б)У із постачання.
У січні 1934 — квітні 1937 року — 1-й секретар Одеського міського комітету КП(б) України.
З квітня 1937 року — 2-й секретар Одеського міського комітету КП(б) України.
1937 року заарештований органами НКВС. Засуджений до розстрілу, розстріляний. Посмертно реабілітований.

## Делегат партійних з'їздів
- XII з'їзд КП(б)У ‎
- XIII з'їзд КП(б)У